# Criotacus mastigophorus
Criotacus mastigophorus är en spindeldjursart som först beskrevs av Alfred Nalepa 1890.  Criotacus mastigophorus ingår i släktet Criotacus, och familjen Eriophyidae. Arten är reproducerande i Sverige.